# Francesco Gaude
Francesco Gaude OP (ur. 5 kwietnia 1809 w Cambiano, zm. 14 grudnia 1860 w Rzymie) – włoski kardynał.

## Życiorys
Urodził się 5 kwietnia 1809 roku w Cambiano. W młodości wstąpił do zakonu dominikanów, w 25 kwietnia 1825 roku złożył profesję wieczystą. W listopadzie 1832 roku przyjął święcenia kapłańskie. Następnie został wykładowcą teologii. 17 grudnia 1755 roku został kreowany kardynałem prezbiterem i otrzymał kościół tytularny Santa Maria in Ara Coeli. Zmarł 14 grudnia 1860 roku w Rzymie.